# 眉山カントリークラブ
眉山カントリークラブ（びざんカントリークラブ）とは、徳島県徳島市の眉山に位置するゴルフ場である。

## 所在地
- 〒770-0048 徳島県徳島市加茂名町東名東山99

## コース情報
- ホール数：18
- パー：70
- コースレート：67
- ヤード数：5852Y
- 形状：山岳
- グリーン：1高麗

## アクセス
- JR四国（高徳線・牟岐線）徳島駅より車で約10分。
- 車で国道192号沿いに徳島大学医学部前交差点より2.5km。